# Wendischhorst
Wendischhorst ist ein Ortsteil der Gemeinde Dähre im Altmarkkreis Salzwedel in Sachsen-Anhalt.

## Geographie
Wendischhorst liegt zwei Kilometer nordwestlich von Dähre und etwa 18 Kilometer westlich der Kreisstadt Salzwedel in der Altmark am Grabower Graben, der in die Salzwedeler Dumme mündet.
Nachbarorte sind Winkelstedt im Westen, Kleistau im Norden, Hohendolsleben im Nordosten, Deutschhorst im Osten und Dähre im Südosten.

## Geschichte

### Mittelalter bis Neuzeit
Wendischhorst wird erstmals im Jahre 1366 als uth der Horst zusammen mit de Stenlake (Steinlage) erwähnt, als Paridam von dem Knesebeck dem Kloster Diesdorf Hebungen (Einnahmen) aus dem Ort schenkt. Im Landbuch der Mark Brandenburg von 1375 wird das Dorf als Horst, alio nomine dicta Steynlage aufgeführt.  Im Jahre 1458 wird eine Mühle in wendesche Horst genannt, das Dorf ist unbewohnt (verödet). 1687 heißt der Ort Wendischen Horst, 1804 Wendisch-Horst, ein Vorwerk mit einem Lehnschulzenhof und einem Einlieger.
Von dem mittelalterlichen Dorf blieb bis heute nur noch ein Vorwerk mit einer Einzelsiedlung übrig.

### Herkunft des Ortsnamens
Der Ort war ursprünglich von Elbslawen, früher Wenden genannt, bewohnt. Heinrich Sültmann übersetzt die Silbe Horst mit Flusstalsandbank oder Insel.

### Eingemeindungen
Wendischhorst gehörte ursprünglich zum Salzwedelischen Kreis der Mark Brandenburg in der Altmark. Von 1807 bis 1813 lag es im Kanton Diesdorf auf dem Territorium des napoleonischen Königreichs Westphalen. Nach weiteren Änderungen kam es 1816 in den Kreis Salzwedel, den späteren Landkreis Salzwedel im Regierungsbezirk Magdeburg in der Provinz Sachsen in Preußen.
Am 1. Oktober 1912 wurde der Gutsbezirk Wendischhorst mit der Landgemeinde Dähre vereinigt und damit ein Ortsteil der Gemeinde.

### Einwohnerentwicklung
| Jahr | Einwohner |
| ---- | --------- |
| 1734 | 06        |
| 1774 | 13        |
| 1789 | 09        |
| 1798 | 15        |
| 1801 | 14        |
| 1818 | 14        |
| 1840 | 22        |

| Jahr | Einwohner |
| ---- | --------- |
| 1864 | 15        |
| 1871 | 13        |
| 1885 | 17        |
| 1892 | [00]16    |
| 1895 | 18        |
| 1905 | 17        |
| 2015 | [00]14    |

| Jahr | Einwohner |
| ---- | --------- |
| 2018 | [00]16    |
| 2020 | [00]14    |
| 2021 | [00]12    |
| 2022 | [00]12    |
| 2023 | [0]12     |

Quelle, wenn nicht angegeben, bis 1905:

## Religion
Die evangelischen Christen aus Wendischhorst gehören zu Kirchengemeinde Dähre, die früher zur Pfarrei Dähre gehörte und heute betreut wird vom Pfarrbereich Osterwohle-Dähre des Kirchenkreises Salzwedel im Bischofssprengel Magdeburg der Evangelischen Kirche in Mitteldeutschland.